# Флаг Новоспасского района
Флаг муниципального образования «Новоспа́сский район» Ульяновской области Российской Федерации — опознавательно-правовой знак, служащий официальным символом муниципального образования.
Ныне действующий флаг утверждён 30 апреля 2015 года решением Совета депутатов муниципального образования «Новоспасский район» № 21/69 и внесён в Государственный геральдический регистр Российской Федерации с присвоением регистрационного номера 10234.

## Описание флага
«Прямоугольное двухстороннее полотнище красного цвета с отношением ширины к длине 2:3, несущее вдоль нижнего края шиповидную полосу голубого цвета с белой полоской разделяющей цвета полотнища (общая ширина шиповидной полосы — 2/9 ширины полотнища). В центре красной части полотнища изображены фигуры из герба Новоспасского района: белый круг и в нём чёрная лестница, выходящая вверху за пределы круга».

## Обоснование символики
Своеобразие геологического строения Новоспасского района и связанные с этим проявления полезных ископаемых, давно привлекали к себе внимание геологов и геофизиков страны. В 1952 году было открыто Новоспасское месторождение нефти. Позже — открыли ещё два месторождения.
В окрестностях села Марьевка, береговых обрывах реки Сызранка выходят пласты горючих сланцев, которые считаются топливом будущего. В больших количествах около сел Самайкино, Репьевка добывался торф. Через район проходят: нефтепровод «Дружба», газопровод «Восток-Запад».
Символика флага Новоспасского района многозначна:
— чёрная лестница — аллегория нефтяной вышки, символизирует нефтяные месторождения и предприятия, участвующие в его добыче. Лестница, частично выходящая за пределы круга, символизирует развитие, прогресс, устремлённость в будущее;
— белый круг на красном поле представляет собой своеобразное окно в будущее района, связанное с нефтегазовыми месторождениями. Круг — символ общности, единства;
— волнистая оконечность символизирует протекающую по Новоспасскому району реку Сызранку, впадающую в Волгу.
Красный цвет — символизирует силу, мужество, красоту и праздник;
Голубой цвет (лазурь) — символ возвышенных устремлений, искренности, преданности, возрождения.
Белый цвет (серебро) — символ чистоты, открытости, божественной мудрости, прими-рения.
Чёрный цвет символизирует благоразумие, мудрость, скромность, честность.

## История
Первый флаг муниципального образования «Новоспасский район» был утверждён 13 марта 2006 года решением Совета депутатов муниципального образования «Новоспасский район» № 12/133 и упразднён 30 апреля 2015 года решением № 21/68.
Описание флага гласило: «Флаг муниципального образования „Новоспасский район“ представляет собой прямоугольное полотнище белого цвета с соотношением ширины флага к его длине 2:3. В нижней части флага, составляющей 1/3 части его ширины располагаются две равновеликих волнистых полосы красного и лазоревого цвета, разделённые узкой белой волнистой лентой, составляющая 1/60 от ширины флага».
Решением Совета депутатов муниципального образования «Новоспасский район» от 30 апреля 2015 года № 21/69 было решено считать данный флаг памятником истории Новоспасского района.

## См. также

Флаги муниципальных образований Новоспасского района
Флаг Новоспасского городского поселения
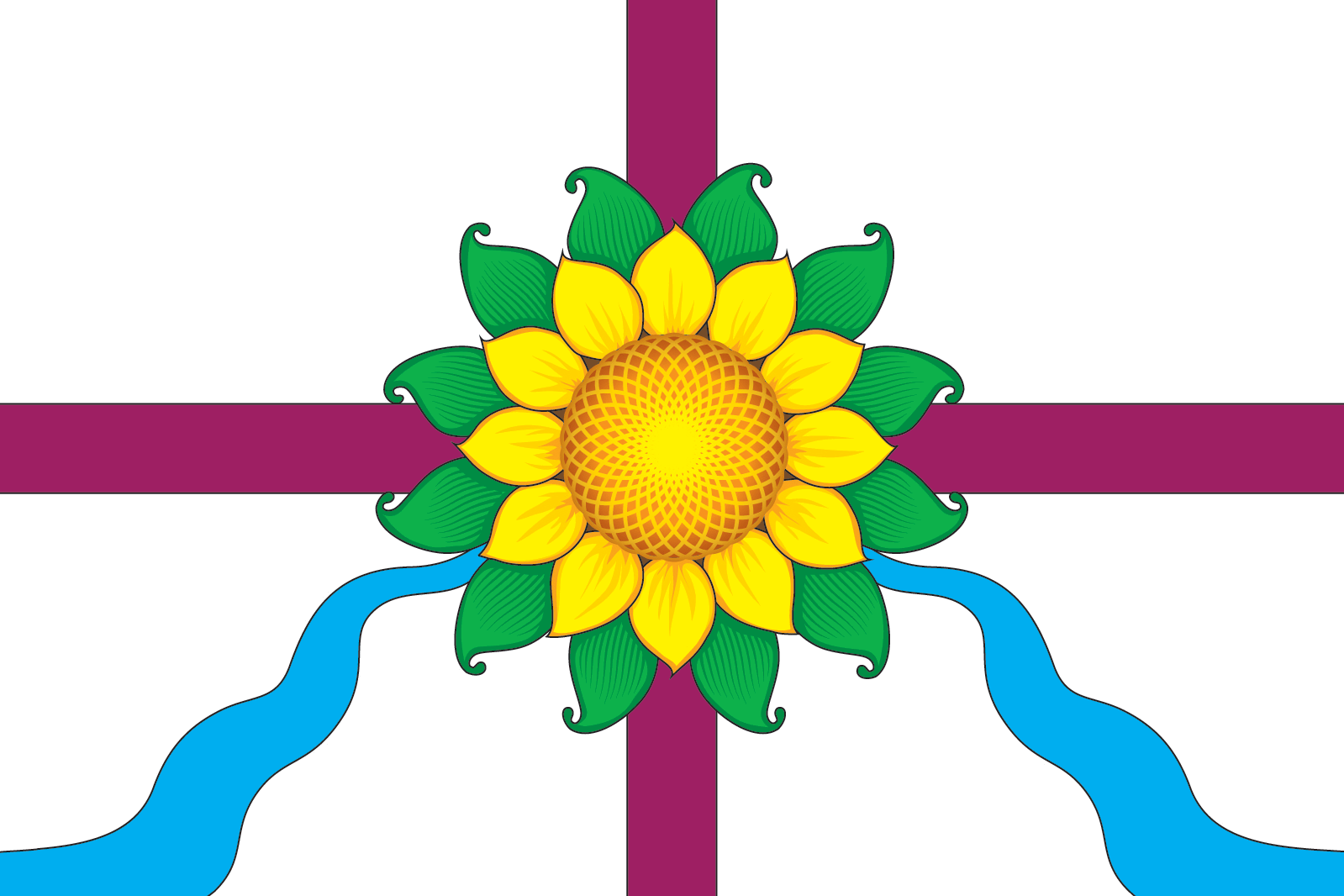
Флаг Коптевского сельского поселения
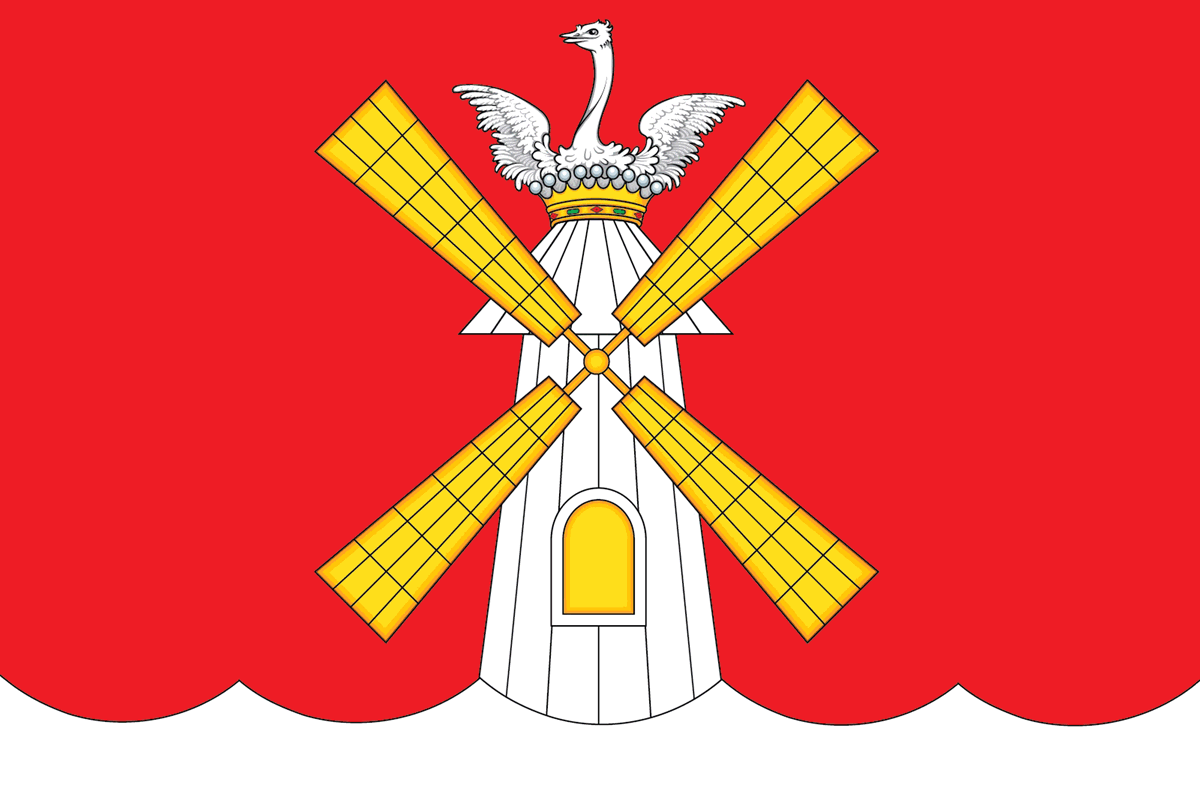
Флаг Красносельского сельского поселения
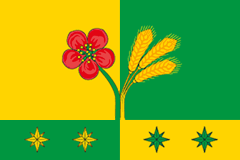
Флаг Садовского сельского поселения
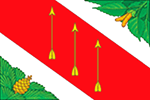
Флаг Троицкосунгурского сельского поселения
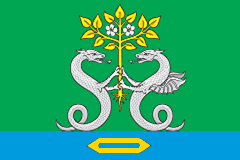
Флаг Фабричновыселковского сельского поселения